# Fittingia headsiana
Fittingia headsiana är en viveväxtart som beskrevs av H. Takeuchi. Fittingia headsiana ingår i släktet Fittingia och familjen viveväxter. Inga underarter finns listade i Catalogue of Life.